# Kongruenzsatz
Als Kongruenzsatz bezeichnet man in der ebenen Geometrie eine Aussage, anhand derer sich einfach die Kongruenz von Dreiecken nachweisen lässt. Dreiecke sind kongruent (deckungsgleich), wenn sie in Form und Flächeninhalt gleich sind. Die Dreieckskongruenz (also die Kongruenz von Dreiecken) bildet eine Äquivalenzrelation, das heißt, kongruente Dreiecke können als gleich angesehen werden.
Sind zwei Dreiecke {\displaystyle ABC} und {\displaystyle DEF} kongruent, so schreibt man {\displaystyle ABC\cong DEF}.

## Kongruenzsätze
In den üblichen Bezeichnungen der vier Kongruenzsätze steht jeweils „S“ für die Übereinstimmung einer Seitenlänge und „W“ für die Übereinstimmung eines Winkels:
SSS-Satz (erster Kongruenzsatz)Zwei Dreiecke, die in ihren drei Seitenlängen übereinstimmen, sind kongruent.
SWS-Satz (zweiter Kongruenzsatz)Zwei Dreiecke, die in zwei Seitenlängen und in dem eingeschlossenen Winkel übereinstimmen, sind kongruent.
WSW-Satz (dritter Kongruenzsatz)Zwei Dreiecke, die in einer Seitenlänge und in den dieser Seite anliegenden Winkeln übereinstimmen, sind kongruent.
Dies schließt über den Satz von der Summe der Innenwinkel im Dreieck auch den folgenden Satz mit ein:
SWW-SatzZwei Dreiecke, die in einer Seitenlänge, einem dieser Seite anliegenden Winkel und dem dieser Seite gegenüberliegenden Winkel übereinstimmen, sind kongruent.
Bemerkung: Nicht zwingend kongruent sind jedoch zwei Dreiecke, die in zwei Winkeln und in einer Seitenlänge übereinstimmen, wenn nicht bekannt ist, welche der gegebenen Winkel an der gegebenen Seite anliegen. Aus Angaben zu einer Seite und zwei Winkeln können somit drei im Allgemeinen nicht kongruente Dreiecke konstruiert werden, je nachdem ob der erste, zweite oder beide Winkel der Seite anliegen.
SSW-Satz (vierter Kongruenzsatz)Zwei Dreiecke, die in zwei Seitenlängen und in jenem Winkel übereinstimmen, der der längeren Seite gegenüberliegt, sind kongruent.
Hierbei wird die Einschränkung gegenüber einem nicht allgemein existierenden SSW-Satz durch eine entsprechende Schreibweise oder Kennzeichnung (etwa SsW, Ssw oder SSWg, siehe die Abbildung unten) zum Ausdruck gebracht.
Stimmen zwei Dreiecke in zwei (und damit zugleich allen drei) Innenwinkeln überein, so sind sie dennoch nicht notwendigerweise kongruent. Sie sind jedoch ähnlich.
Die nachfolgende Abbildung zeigt für jeden der vier Kongruenzsätze die Größen, in denen zwei Dreiecke übereinstimmen müssen.
Von links nach rechts: SSS, WSW, SWS, SSW.

## Beweise

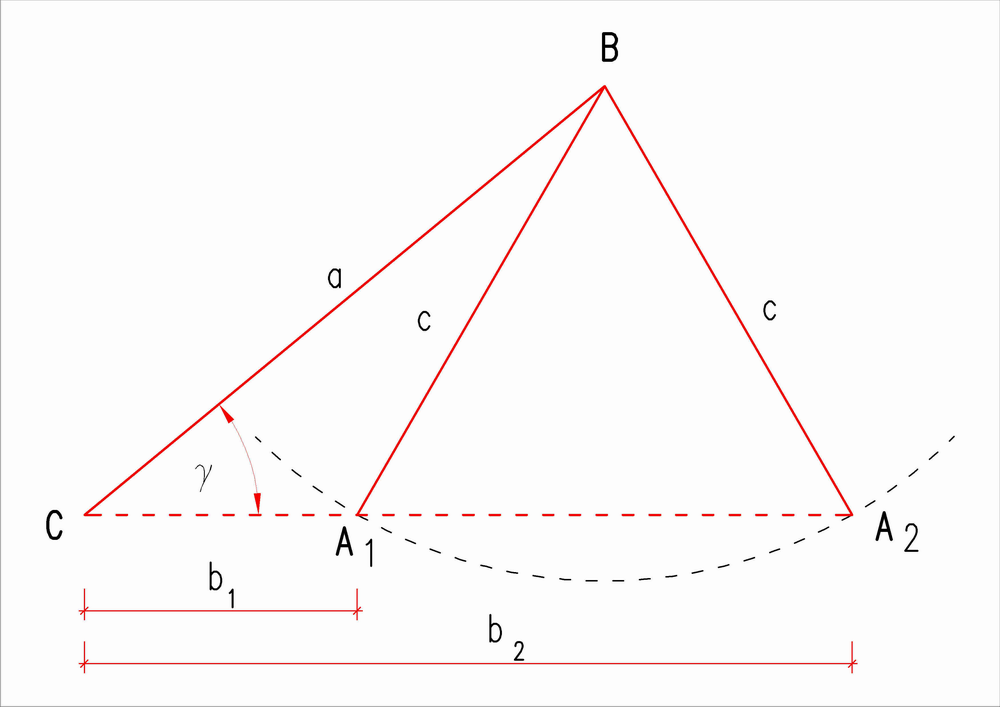
SSW-Kongruenzsatz

Klassisch beweist man die Kongruenzsätze, indem man Konstruktionen mit Zirkel und Lineal angibt, die aus den entsprechenden gegebenen Größen eines Dreiecks ein zweites konstruieren. Geht dies nur auf genau eine Weise, so sind die beiden Dreiecke kongruent. Mit Bezeichnungen wie in obiger Abbildung geht dies wie folgt:
SSSGegeben {\displaystyle a}, {\displaystyle b} und {\displaystyle c}. Trage eine Strecke {\displaystyle BC} der Länge {\displaystyle a} ab; der Kreis um {\displaystyle C} mit Radius {\displaystyle b} und der um {\displaystyle B} mit Radius {\displaystyle c} schneiden sich in zwei Punkten {\displaystyle A_{1}} und {\displaystyle A_{2}}, wodurch sich zwei spiegelsymmetrische (also kongruente) Dreiecke {\displaystyle A_{1}BC} und {\displaystyle A_{2}BC} ergeben. Legt man sich auf eine Orientierung fest, ist das Dreieck sogar eindeutig. Dies gilt entsprechend auch für die folgenden Konstruktionen:
WSWGegeben {\displaystyle a}, {\displaystyle \beta } und {\displaystyle \gamma }.  Trage eine Strecke {\displaystyle BC} der Länge {\displaystyle a} ab; die Halbgerade (der Strahl), die bei {\displaystyle B} mit {\displaystyle BC} den Winkel {\displaystyle \beta } einschließt, und die, die bei {\displaystyle C} mit {\displaystyle BC} den Winkel {\displaystyle -\gamma } einschließt, schneiden sich in einem Punkt {\displaystyle A}.
SWSGegeben {\displaystyle a}, {\displaystyle b} und {\displaystyle \gamma }.  Auf zwei Halbgeraden (Strahlen), die mit {\displaystyle C} als Scheitel den Winkel {\displaystyle \gamma } einschließen, trage die Länge {\displaystyle b} bzw. {\displaystyle a} ab, um {\displaystyle A} und {\displaystyle B} zu finden.
SSWGegeben {\displaystyle b}, {\displaystyle c} und {\displaystyle \gamma } (wobei {\displaystyle c>b}).  Konstruiere zwei Halbgeraden, die mit {\displaystyle C} als Scheitel den Winkel {\displaystyle \gamma } einschließen; trage auf einem Schenkel die kürzere Strecke {\displaystyle b} ab, um {\displaystyle A} zu finden; der Kreis um {\displaystyle A} mit Radius {\displaystyle c} schneidet den anderen Schenkel in einem Punkt {\displaystyle B}.
Das nebenstehende Bild zeigt, dass es inkongruente Dreiecke gibt, die in zwei Seiten und dem der kürzeren Seite gegenüberliegenden Winkel übereinstimmen: Die beiden Dreiecke {\displaystyle A_{1}BC} und {\displaystyle A_{2}BC} stimmen in den Seitenlängen {\displaystyle a} und {\displaystyle c} sowie im Winkel {\displaystyle \gamma =\angle ACB} überein. Die Seitenlängen {\displaystyle b_{1}} und {\displaystyle b_{2}} unterscheiden sich aber (wie auch die Winkel {\displaystyle \angle CBA_{1}}und {\displaystyle \angle CBA_{2}}). Hier ist {\displaystyle c<a,} im Gegensatz zur Voraussetzung des SSW-Satzes. Diesen Fall bezeichnet man auch als sSW-Fall. Der sSW-Fall ist jedoch nicht immer zweideutig: Hat die kürzere Seite die Länge {\displaystyle a\sin \gamma }, so ist das Dreieck rechtwinklig und eindeutig bestimmt.  

## Bemerkungen
- In Hilberts Axiomensystem der euklidischen Geometrie hat SWS den Rang eines Axioms, die anderen werden aus diesem und den übrigen Axiomen bewiesen. Das erkannte Hilbert als nötig, weil im überlieferten Aufbau Euklids Beweisideen verwendet wurden, die nicht aus seinen Axiomen und Postulaten rein logisch abzuleiten waren, sondern sich auf die anschaulich einleuchtende freie Beweglichkeit der Dreiecke beriefen.

- Es ist unter Umständen auch möglich, ein Dreieck aus anderen drei Bestimmungsstücken zu konstruieren, unter denen beispielsweise Inkreisradius, Umkreisradius, Fläche oder Höhen auftreten. Die zugehörigen Kongruenzaussagen werden jedoch nicht zu den klassischen Kongruenzsätzen gezählt.

- In der sphärischen Geometrie weicht die Sachlage teilweise ab. So sind dort zwei (sphärische) Dreiecke bereits kongruent und nicht nur ähnlich, wenn sie in den drei Innenwinkeln übereinstimmen. Die Angabe des dritten Winkels ist auch nicht mehr redundant (Sphärischer Exzess).

## Kongruenzbeweise
Die vier Kongruenzsätze bilden die Grundlage eines Beweisverfahrens, das in der Elementargeometrie häufig verwendet wird: In einem Kongruenzbeweis begründet man die Gleichheit zweier Streckenlängen oder zweier Winkelgrößen dadurch, dass man zunächst die Kongruenz zweier geeigneter Dreiecke zeigt und anschließend die Gleichheit entsprechender Seitenlängen bzw. Winkel folgert.